# Phonicosia jousseaumi
Phonicosia jousseaumi är en mossdjursart som först beskrevs av Jullien 1888.  Phonicosia jousseaumi ingår i släktet Phonicosia och familjen Lacernidae. Inga underarter finns listade i Catalogue of Life.